# Eubrianax amamiensis
Eubrianax amamiensis là một loài bọ cánh cứng trong họ Psephenidae. Loài này được Satô miêu tả khoa học đầu tiên năm 1965.